# Allium tatyanae
Allium tatyanae — вид трав'янистих рослин родини амарилісові (Amaryllidaceae), ендемік Узбекистану. Вид названо на честь доктора  Тетяна Шулкіна (Ботанічний сад Міссурі).

## Опис
Цибулини круглої форми, 0.5–1 см завширшки, з цибулинками; зовнішні оболонки чорно-пурпурові. Стеблина одна, 15–20 см завдовжки, вдвічі коротша за листя. Листків 2–3, товщиною 2–3.5 мм. Суцвіття напівкулясте, малоквіткове. Оцвітина вузько-дзвінчаста, синювата у верхній частині із зеленою серединною жилкою. Листочки оцвітини ланцетні, завдовжки 3–4 мм, синюваті, гладкі. Пиляки фіолетові.

## Поширення
Ендемік Узбекистану.
Західний Тянь-Шань, Ферганська западина (північні низькі гори).